# گلن روئدر
گلن روئدر (انگلیسی: Glenn Roeder؛ (زادهٔ ۱۳ دسامبر ۱۹۵۵ - درگذشتهٔ ٢٨ فوریهٔ ٢٠٢١) بازیکن فوتبال سابق و مربی فوتبال فعلی، اهل بریتانیا بود.
از باشگاه‌هایی که در آن بازی کرده‌است می‌توان به باشگاه فوتبال لیتون اورینت، باشگاه فوتبال نوریچ سیتی، باشگاه فوتبال واتفورد، باشگاه فوتبال نیوکاسل یونایتد، باشگاه فوتبال گیلینگام، باشگاه فوتبال کویینز پارک رنجرز، باشگاه فوتبال وستهام یونایتد، و باشگاه فوتبال نوتس کانتی اشاره کرد.
وی همچنین در تیم بی تیم ملی فوتبال انگلستان بازی کرده‌است.

## مرگ
روئدر پس از یک نبرد ۱۸ ساله با تومور مغزی  در ۲۸فوریه ۲۰۲۱در سن ۶۵سالگی درگذشت.